# Ельдорадо (фільм, 1966)
«Ельдорадо» (англ. El Dorado) — вестерн режисера Говарда Гоукса, який вийшов у 1966 році. Вільна екранізація романа Гаррі Брауна «Зірки на їх Шляху» (англ. The Stars in Their Courses). Сюжет фільму настільки нагадує попередню роботу Гоукса «Ріо Браво», що інколи «Ельдорадо» (як і знятий пізніше «Ріо Лобо») називають ремейком «Ріо Браво».

## Сюжет
Події відбуваються в техаському містечку під назвою Ельдорадо. Багатий землевласник Джейсон хоче заволодіти єдиним в окрузі джерелом, що належить фермеру Макдональду. Оскільки той не бажає продавати свою землю, Джейсон вирішує використати силу і наймає досвідченого стрільця на ім'я Коул Торнтон. Приїхавши в місто, Коул зустрічається з місцевим шерифом — своїм старим другом Джей-Пі Гаррою, — дізнається, як справи, і відмовляється працювати на Джейсона. Проходить деякий час, і до Коула в його мандрах доходять чутки, що землевласник найняв банду Нельсена Маклауда і що шериф через надмірне захоплення спиртним навряд чи здатний навести порядок. Торнтон, захопивши молодого попутника на прізвисько Міссісіпі, вирішує повернутися в Ельдорадо і допомогти другу…

## У ролях
- Джон Вейн — Коул Торнтон
- Роберт Мітчем — шеріф Джей-Пі Гаррі
- Джеймс Каан — Алан Бурдильон Трагерн
- Шарлін Голт — Моді
- Пол Фікс — доктор Міллер
- Артур Ганнікат — Булл Гарріс, помічник шерифа
- Мішель Кері — Джозефіна Макдональд
- Роберт Голден Армстронг — Кевін Макдональд
- Едвард Аснер — Барт Джейсон
- Крістофер Джордж — Нельс Маклауд
- Джим Девіс — Джим Первіс
- Роберт Доннер — Мілт